# Burujón
Burujón település Spanyolországban, Toledo tartományban. Burujón Albarreal de Tajo, Polán, La Puebla de Montalbán, Escalonilla és Gerindote községekkel határos. Lakosainak száma 1332 fő (2024).

## Népesség
A település népessége az utóbbi években az alábbiak szerint változott:
| Lakosok száma | 1292 | 1393 | 1381 | 1455 | 1446 | 1435 | 1324 | 1319 | 1304 | 1332 |
|               | 2001 | 2004 | 2007 | 2009 | 2012 | 2014 | 2017 | 2019 | 2022 | 2024 |